# Planèze de Saint-Flour
La Planèze de Saint-Flour (en occità la planesa de Sant-Flor) és un altiplà volcànic que forma part dels Monts del Cantal. També forma una regió natural o país típic d'Alvèrnia-Roine-Alps.
En un origen, el nom de planèze designava precisament aquesta regió del Cantal, però a poc a poc els geògrafs la van usar per designar els altiplans basàltics sorgits a través d'erupcions volcàniques.

## Geografia
L'altiplà basàltic forma part de la zona oest dels monts del Cantal. Està delimitat per les valls de l'Alagnon, de la Truyère, del Lagnon i de l'Epi.
Cal fer esment de la distinció que hi ha entre l'Alta Planèze, o la Muntanya, i la Baixa Planèze, o la veritable Planèze. La primera està situada a més de 1100 metres d'altitud i uneix tots els cims dels Monts del Cantal. Es troba a l'oest d'una línia imagninària de Paulhac, Valuéjols i Ussel. La veritable Planèze, se situa a l'est d'aquesta línia.

### Municipis de la Planèze
Els municipis estan organitzats en una Mancomunitat i són els següents:
| - Andelat - Cézens - Coltines - Cussac - Laveissenet - Les Ternes | - Neuvéglise - Oradour - Paulhac - Rézentières - Roffiac - Saint-Flour | - Sériers - Talizat - Tanavelle - Ussel - Valuéjols - Villedieu |

## Geologia
Fa 7 milions d'anys que els volcans de Cantal van acabar les erupcions. La caldera del volcà es va enfonsar i es va formar un nou volcà, que va omplir la caldera i es va desbordar. La lava, en un principi molt àcida, va esdevenir basalt i es va repartir en grans colades fluides que van recobrir els pendents i van formar les planèzes.

## Flora i fauna

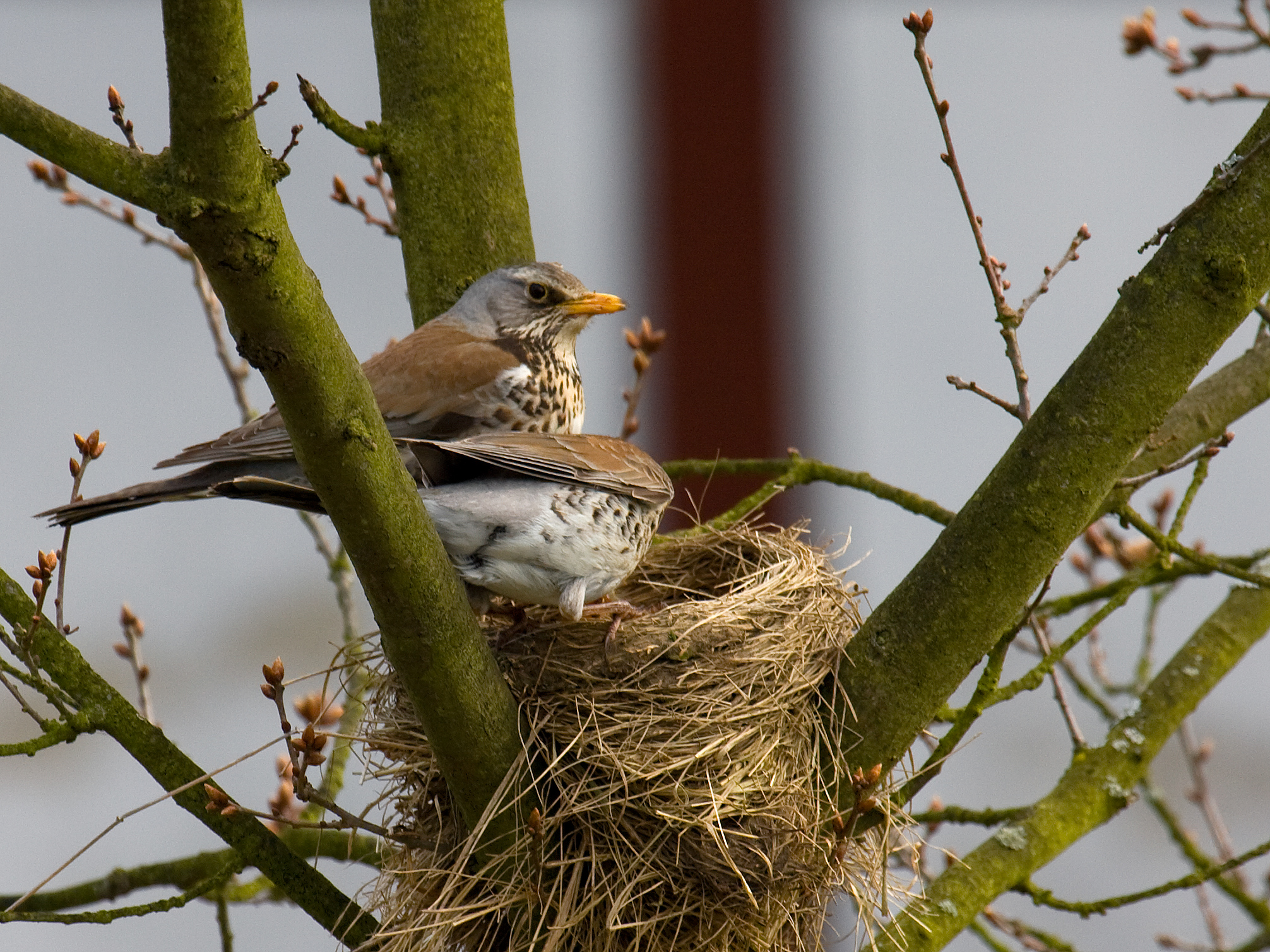
grive litorne

El relleu de la Planèze és molt suau i l'home ha creat nombrosos boscs de pins que permeten als ramats protegir-se en cas d'intempèries.
Aquests boscos tenen nombroses espècies d'ocells, com els següents griva cerdana, cornella, tudó, xoriguer comú, mussol banyut, pinsà comú, mallerenga blava, tord comú, pit-roig

## Història
La Planèze fou un pagus en temps gal·loromà i més tard un territori dels merovingis. A l'època carolíngia va prendre l'estatus de vegueria amb capital a Valuéjols abans que aparegués la ciutat de Saint-Flour al segle xi.

## Activitats humanes
Durant molt temps la Planèze amb la Limagne i el Massís del Devès fou una de les grans zones de l'agricultura d'Alvèrnia-Roine-Alps. S'hi cultivaven cereals i llegums, en particular la llentia. Avui dia aquest espai ha canviat l'ús i es destina a la ramaderia bovina, tot i que guarda les potencialitats agrícoles gràcies a un sòl excepcionalment fèrtil.

## Monuments i arquitectura
L'arquitectura tradicional és la típica de l'Alta Alvèrnia i els edificis més remarcables són:
- El castell de Bélinay a Paulhac
- El castell del Chambon a Paulhac
- El castell de Bracon a Paulhac.
- El castell de Rochebrune a Oradour
- La creu de Lescure al costat de Valuéjols
- L'església de manoir d'Œuillet a Ussel
- Les esglésies de Laveissenet i de Valuéjols.